# Mihajlo Banjac
Mihajlo Banjac (serbisch-kyrillisch Михајло Бањац; * 10. November 1999 in Novi Sad) ist ein serbischer Fußballspieler.

## Karriere
Banjac begann seine Karriere beim FK Inđija. Im Mai 2017 debütierte er erstmals für die erste Mannschaft von Inđija in der Prva Liga. Dies blieb sein einziger Einsatz in der Saison 2016/17, in der Saison 2017/18 wurde er nie eingesetzt. Zur Saison 2018/19 rückte er schließlich fest in den Kader der ersten Mannschaft. In jener Saison absolvierte er 27 Zweitligapartien und stieg mit dem Team zu Saisonende in die SuperLiga auf. Im Juli 2019 debütierte er dann gegen den FK Partizan Belgrad in der höchsten Spielklasse. Insgesamt absolvierte er 20 Erstligaspiele für Inđija.
Zur Saison 2020/21 wechselte Banjac innerhalb der Liga zum FK TSC. In seiner ersten Saison für Bačka Topola kam er in allen 38 Partien zum Einsatz, dabei erzielte er sieben Tore. In der Spielzeit 2021/22 absolvierte er 30 der 31 Saisonspiele – lediglich ein Spiel verpasste er gesperrt – und machte sechs Tore. Nach einem weiteren Einsatz zu Beginn der Saison 2022/23 wechselte der Mittelfeldspieler im Juli 2022 nach Russland zum FK Krasnodar. Dort stand er am Ende seiner ersten Spielzeit im nationalen Pokalfinale, welches der Verein mit 6:7 nach Elfmeterschießen gegen ZSKA Moskau verlor. Für Krasnodar kam er insgesamt zu 45 Einsätzen in der Premjer-Liga.
Zur Saison 2024/25 kehrte Banjac leihweise zu TSC zurück.